# Servidumbre de tránsito

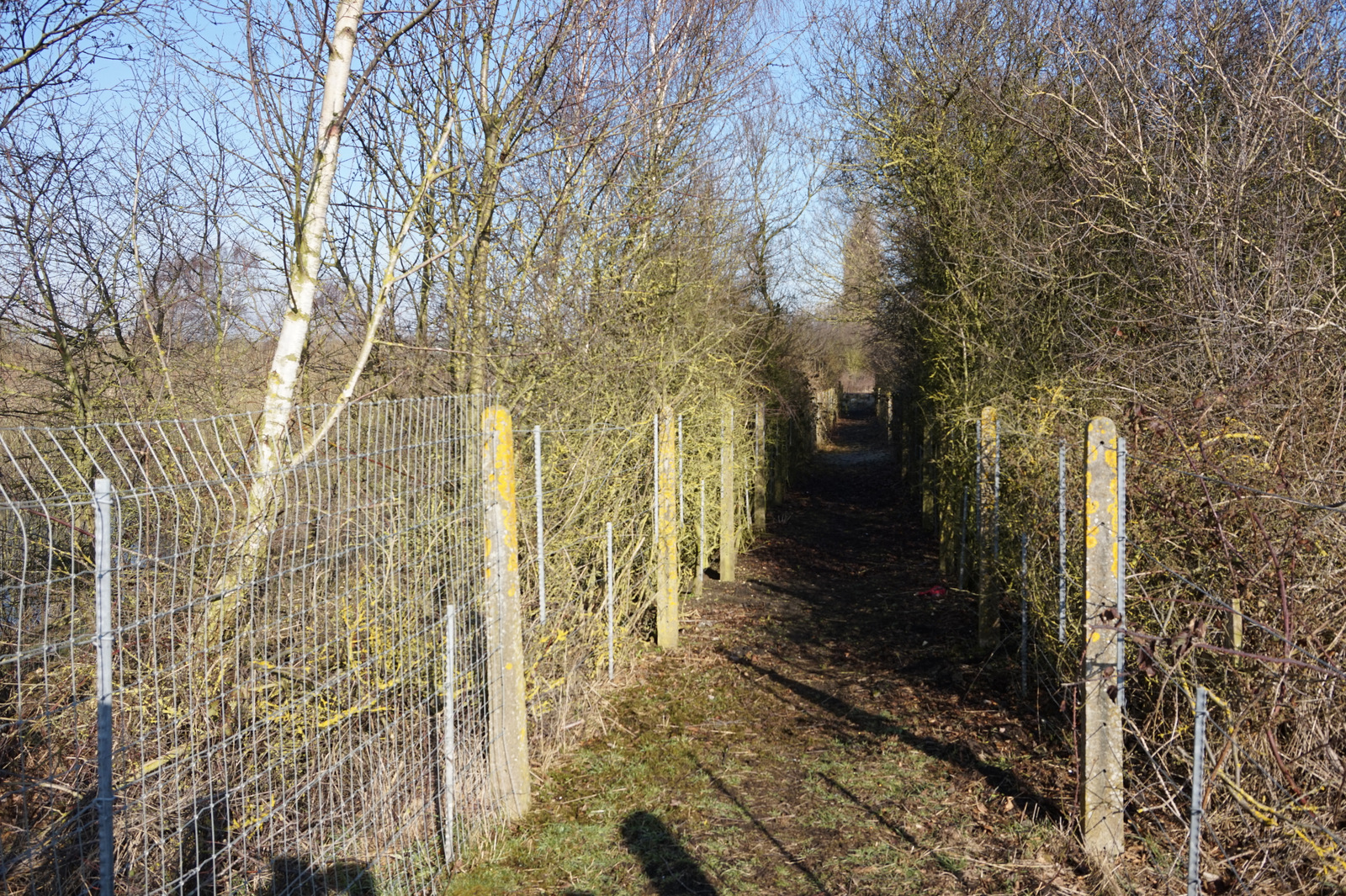
Senda de acceso a diferentes propiedades

La servidumbre de tránsito es una parte del suelo, de propiedad privada, que tiene un uso limitado por una reglamentación de carácter local o nacional. Se trata, por lo general, de franjas de terreno por donde pasan infraestructuras de propiedad del Estado o de compañías concesionarias. Los usos permitidos para estas áreas dependen del motivo por el cual han sido declaradas de uso limitado.
En algunos países, la servidumbre de tránsito se conoce como servidumbre de paso o derecho de vía.
Algunas situaciones frecuentes son:
- Franjas de terreno debajo de las líneas de transmisión de energía eléctrica. Los posibles usos de estas franjas de terreno —que pueden constituirse en muchas hectáreas: basta pensar que en una línea de transmisión de 1000 km, con un ancho de 100 m, el área es de 10 000 ha— son reglamentadas en la ley nacional. Generalmente son permitidos cultivos de poca altura como, por ejemplo, praderas, trigo y maíz, no permitiéndose cultivos arbustivos como frutales o bosques en general.
- Franjas de terreno a ambos lados del eje de una línea de abastecimiento de agua, o de un canal de riego.

El Estado o, en su caso, la empresa concesionaria, tiene permitido el acceso en todo momento a estas áreas para desarrollar sus programas de mantenimiento.